# Герой (фільм, 2021)
«Герой» (перс. قهرمان) — іранський повнометражний фільм Асгара Фархаді. Прем'єра картини відбулася на Каннському кінофестивалі у липні 2021 року.

## Сюжет
Герой фільму — чоловік, який опиняється у в'язниці через борги. Одного разу він знаходить на вулиці сумку із золотими монетами та дає оголошення про знахідку. Незабаром господар монет знаходиться.

## У ролях
- Саріна Фархаді

## Виробництво та прем'єра
Компанія Momento Films купила права на сценарій фільму, написаний Асгаром Фархаді, під час Європейського кіноринку 2020 року в Берліні. Виробництво почалося в червні того ж року, зйомки йшли до грудня у Ширазі. У квітні 2021 стало відомо, що Amazon Studios купила права на поширення фільму в Сполучених Штатах. Прем'єра відбулася в липні 2021 року на Каннському кінофестивалі. У фільмі грає донька режисера — Саріна Фархаді.